# Miguel Saralegui
Miguel Saralegui (1898 - Paysandú, 20 de diciembre de 1982) fue un abogado, productor rural, periodista, docente, ensayista y político católico uruguayo.

## Biografía
En 1912 estuvo entre el primer grupo de alumnos del Liceo Nuestra Señora del Rosario, de los Padres Salesianos, en Paysandú.
Su actuación política la inició en la Unión Cívica del Uruguay (UCU), de la que fue candidato a diversos cargos nacionales y departamentales en las elecciones que se realizaron desde 1928 a 1958. En 1933 fue elegido representante de Paysandú por la UCU en la asamblea nacional constituyente. En 1962 y 1966 fue candidato por el Partido Demócrata Cristiano (PDC). En 1971, cuando este se integró al Frente Amplio, se adhirió a la Unión Radical Cristiana (URC). En las elecciones de ese año fue candidato a la vicepresidencia de la república.
Tuvo una destacada participación en su ciudad ante el plebiscito convocado en 1980 por la dictadura, impulsando el rechazo a la iniciativa de dar al Uruguay una constitución basada en la Doctrina de seguridad nacional.
Como productor rural fue miembro, en diferentes cargos y períodos, de la Comisión Directiva de la Asociación Rural Exposición Feria de Paysandú.
Junto al sacerdote salesiano Horacio Meriggi impulsó la creación de sindicatos agrícolas, cooperativas y las Cajas Populares, que confluyeron en 1952 en el Banco del Litoral.
En la década del 30 integró la Comisión "No más ranchos en Paysandú", cuya gestión culmina en la construcción del "Barrio Obrero" de esa ciudad.
Muy joven, fue cofundador del periódico católico El Diario en 1916 y su segundo director desde 1930 hasta su cierre en 1967 y colaborador asiduo de El Telégrafo de Paysandú y de diarios de Montevideo.
Fue profesor, entre otras materias y ámbitos, de Historia de la Filosofía en el Instituto Normal Ercilia Guidali de Pisano de Paysandú.
Desde Paysandú fue uno de los impulsores de la creación de la Universidad Católica en el Uruguay.
Católico militante, recibió una condecoración pontificia y fue miembro del Consejo Pastoral Diocesano de la Diócesis de Salto.
Formó su familia con Magdalena Oholeguy, con quien tuvo siete hijos. Su hija mayor, María Magdalena (1907-2006) fue religiosa, Hija de María Auxiliadora (Salesiana).
Falleció el 20 de diciembre de 1982 a los 84 años, en Paysandú.

## Obras publicadas
En coautoría con Juan Vicente Chiarino, Detrás de la ciudad, ensayo de síntesis de los olvidados problemas campesinos, 1943. Reeditada en 1996 por la Cámara de Representantes.